# Paolo Nicolato
Paolo Nicolato (Lonigo, 21 dicembre 1966) è un allenatore di calcio italiano, attuale commissario tecnico della nazionale lettone.

## Carriera
Dopo aver giocato come centravanti nei dilettanti, inizia ad allenare nel 1987 presso la società veronese M.M.Grand Prix. Lavora per più di un decennio nei campionati dilettantistici nel Veronese (ACF S.Martino B.A., ACF Bussolengo, Concordia VR, Sona M.M. Mazza, A.C. Foroni) come tecnico di prima squadra. Nel 1999 approda nei professionisti, al ChievoVerona, dove allena i Giovanissimi Regionali nella stagione sportiva 1999/2000.
Nel 2000-2001 gli viene affidata la categoria Allievi Nazionali dove rimarrà per tre stagioni, nell'ultima delle quali condurrà la squadra, per la prima volta nella storia del Chievo, alla vittoria del XXXII° Torneo "Città di Arco - Beppe Viola". Nel 2004 viene promosso in Primavera, che guida per nove stagioni consecutive fino al 2012, portando la squadra clivense alla fase finale di categoria per le ultime cinque stagioni consecutive (2007-2008: quarti di finale, 2008-2009: semifinale, 2009-2010: quarti di finale, 2010-2011: sedicesimi di finale, 2011-2012: ottavi di finale).
Nella stagione 2012-2013 la società veneta gli affida il ruolo di vice allenatore della prima squadra (allenatore Eugenio Corini) sulla panchina di serie A, con la quale raggiunge la salvezza con due giornate di anticipo. Torna alla guida della Primavera nel 2013-2014, vince il proprio girone, si qualifica per la sesta volta alle fasi finali di categoria e porta il Chievo alla storica vittoria dello Scudetto, dopo aver battuto Juventus ai quarti, Fiorentina in semifinale e Torino in finale.
Dopo essersi laureato Campione d'Italia termina la sua lunga esperienza clivense, diventando nella stagione successiva il nuovo allenatore del Lumezzane nel campionato di Lega Pro. Viene esonerato il 30 ottobre 2014. Richiamato a marzo, conquista la salvezza ai play-out, sconfiggendo nella doppia sfida la Pro Patria.
Non confermato per l'inizio della stagione seguente, viene nuovamente richiamato alla guida del club bresciano nel mese di dicembre, salvo poi essere nuovamente sollevato dall'incarico a febbraio, dopo sole otto partite.

### Tecnico federazione italiana
Il 4 agosto 2016, chiamato dalla Federazione Italiana Giuoco Calcio, diventa il nuovo tecnico della nazionale Under-18.
Il 4 agosto 2017 viene promosso ad allenatore dell'Under-19, con cui partecipa al campionato Europeo. Vince sia il girone eliminatorio che quello della Fase Elite, qualificandosi per la fase finale in Finlandia. Dopo aver vinto anche il girone di finale e la semifinale con la Francia (2 - 0), viene sconfitto nei tempi supplementari della finalissima dal Portogallo (3 - 4 il risultato finale), conquistando, con un bilancio in partite ufficiali di 8 vittorie, 2 pareggi e 1 sconfitta, la medaglia d'argento all'Europeo di categoria del 2018 e la qualificazione ai successivi mondiali Under 20.
Il 2 agosto 2018 è alla guida dell'Italia U-20 in seguito ad uno scambio di ruoli con il collega Federico Guidi, con la quale nel 2019 disputa in Polonia il Campionato mondiale di calcio Under-20. Vince il girone di qualificazione davanti a Ecuador (1-0), Giappone (0-0) e Messico (2-1), batte negli ottavi i padroni di casa della Polonia (1-0) e nei quarti il Mali (4-2), raggiungendo una prestigiosa semifinale mondiale, dove verrà sconfitto di misura dall'Ucraina (0-1), prossima campione del mondo. Termina l'avventura mondiale con un bilancio di 4 vittorie, un pareggio e una sconfitta, alla quale si aggiunge quella nella finale per il 3º posto con l'Ecuador (0-1).
Il 3 luglio 2019 la Federazione gli affida la guida della nazionale dell'Italia U-21. Tra settembre 2019 e novembre 2020 vince il proprio girone di qualificazione agli Europei 2021 (superando Irlanda, Islanda, Svezia, Armenia e Lussemburgo) con un turno d'anticipo, frutto dei 25 punti conquistati sui 30 a disposizione (8 vittorie, 1 pareggio, 1 sconfitta). A marzo 2021 disputa il girone finale affrontando in Slovenia la Repubblica Ceca, la Spagna e la squadra di casa che termina qualificandosi imbattuto ai quarti di finale del Campionato Europeo Under 21 (due pareggi con Rep.Ceca e Spagna ed una vittoria per 4 a 0 con la Slovenia). Il quarto di finale disputato a Ljubljana il 31 Maggio verrà perso contro il Portogallo (5-3 ai supplementari).
Riconfermato dalla FIGC alla guida dell'Italia Under-21, nel settembre 2021 inizia la fase di qualificazione all'Europeo che verrà disputato tra Georgia e Romania nel giugno 2023. Inserito nel gruppo F con Lussemburgo, Montenegro, Bosnia, Svezia ed Irlanda, vince il girone imbattuto, con un bilancio di 7 vittorie e 3 pareggi (19 reti fatte e 5 subite) assicurandosi la partecipazione alla fase finale competizione continentale.
All'Europeo Under-21 l'Italia viene sorteggiata nel Gruppo D, con Francia, Norvegia e Svizzera. Dopo aver perso di misura la prima partita con la Francia, vince con la Svizzera, ma una inaspettata sconfitta con la Norvegia sancisce l'eliminazione per classifica avulsa degli Azzurrini alla fase a gironi. Già in scadenza di contratto, conclude così la sua settennale esperienza con la Federazione.

### Lettonia
Il 5 febbraio 2024 diviene il commissario tecnico della nazionale maggiore lettone.

## Statistiche

### Statistiche da allenatore
Statistiche aggiornate al 15 febbraio 2016.
| Stagione            | Squadra         | Campionato      | Campionato | Campionato | Campionato | Campionato | Coppe nazionali | Coppe nazionali | Coppe nazionali | Coppe nazionali | Coppe nazionali | Coppe continentali | Coppe continentali | Coppe continentali | Coppe continentali | Coppe continentali | Altre coppe | Altre coppe | Altre coppe | Altre coppe | Altre coppe | Totale | Totale | Totale | Totale | % Vittorie | Piazzamento      |
| Stagione            | Squadra         | Comp            | G          | V          | N          | P          | Comp            | G               | V               | N               | P               | Comp               | G                  | V                  | N                  | P                  | Comp        | G           | V           | N           | P           | G      | V      | N      | P      | %          | Piazzamento      |
| ------------------- | --------------- | --------------- | ---------- | ---------- | ---------- | ---------- | --------------- | --------------- | --------------- | --------------- | --------------- | ------------------ | ------------------ | ------------------ | ------------------ | ------------------ | ----------- | ----------- | ----------- | ----------- | ----------- | ------ | ------ | ------ | ------ | ---------- | ---------------- |
| 2014-2015           | Lumezzane       | LP              | 19+2       | 2+2        | 8+0        | 9+0        | CI-LP           | 3               | 1               | 1               | 1               | -                  | -                  | -                  | -                  | -                  | -           | -           | -           | -           | -           | 24     | 5      | 9      | 10     | 20,83      | Eson., Sub., 18º |
| dic. 2015-feb. 2016 | Lumezzane       | LP              | 8          | 2          | 1          | 5          | CI-LP           | -               | -               | -               | -               | -                  | -                  | -                  | -                  | -                  | -           | -           | -           | -           | -           | 8      | 2      | 1      | 5      | 25,00      | Sub., Eson.      |
| Totale carriera     | Totale carriera | Totale carriera | 29         | 6          | 9          | 14         |                 | 3               | 1               | 1               | 1               |                    | -                  | -                  | -                  | -                  |             | -           | -           | -           | -           | 32     | 7      | 10     | 15     | 21,88      |                  |

#### Nazionale
| Squadra     | Naz                 | dal             | al             | Record | Record | Record | Record     | Record | Record | Record | Record |
| G           | V                   | N               | P              | GF     | GS     | DR     | % Vittorie |        |        |        |        |
| ----------- | ------------------- | --------------- | -------------- | ------ | ------ | ------ | ---------- | ------ | ------ | ------ | ------ |
| Italia U-18 | Italia (bandiera)   | 4 agosto 2016   | 3 agosto 2017  | 10     | 4      | 4      | 2          | 22     | 18     | +4     | 40,00  |
| Italia U-19 | Italia (bandiera)   | 4 agosto 2017   | 31 luglio 2018 | 18     | 11     | 3      | 4          | 38     | 22     | +16    | 61,11  |
| Italia U-20 | Italia (bandiera)   | 1º agosto 2018  | 3 luglio 2019  | 17     | 7      | 2      | 8          | 26     | 21     | +5     | 41,18  |
| Italia U-21 | Italia (bandiera)   | 3 luglio 2019   | 31 luglio 2023 | 34     | 21     | 7      | 6          | 73     | 31     | +42    | 61,76  |
| Lettonia    | Lettonia (bandiera) | 6 febbraio 2024 | in corso       | 12     | 3      | 3      | 6          | 8      | 18     | −10    | 25,00  |
| Totale      | Totale              | Totale          | Totale         | 89     | 45     | 19     | 25         | 166    | 107    | +59    | 50,56  |

#### Nazionale italiana Under-20
| 2019               | Italia U-20        | Mondiale U-20 2019 | 4º                 | 7  | 4 | 1 | 2 | 57,14 | 8  | 5  | +3 |
| Dal 2018 al 2019   | Italia U-20        | Amichevoli         |                    | 10 | 3 | 1 | 6 | 30,00 | 18 | 16 | +2 |
| Totale Italia U-20 | Totale Italia U-20 | Totale Italia U-20 | Totale Italia U-20 | 17 | 7 | 2 | 8 | 41,18 | 26 | 21 | +5 |

#### Nazionale italiana Under-21
| 2019               | Italia U-21        | Qual. Euro U-21 2021 | 1º nel Gruppo 1, qualificato | 5  | 4  | 1 | 0 | 80,00 | 15 | 0  | +15 |
| 2020               | Italia U-21        | Qual. Euro U-21 2021 | 1º nel Gruppo 1, qualificato | 4  | 3  | 0 | 1 | 75,00 | 10 | 5  | +7  |
| mar.-giu. 2021     | Italia U-21        | Euro U-21 2021       | Quarti di finale             | 4  | 1  | 2 | 1 | 25,00 | 8  | 6  | +2  |
| 2021               | Italia U-21        | Qual. Euro U-21 2023 | 1º nel Gruppo 6, qualificato | 5  | 4  | 1 | 0 | 80,00 | 9  | 2  | +7  |
| 2022               | Italia U-21        | Qual. Euro U-21 2023 | 1º nel Gruppo 6, qualificato | 5  | 3  | 2 | 0 | 60,00 | 10 | 3  | +7  |
| giu. 2023          | Italia U-21        | Euro U-21 2023       | 3º nel girone D              | 3  | 1  | 0 | 2 | 33,33 | 4  | 5  | -1  |
| Dal 2019 al 2023   | Italia U-21        | Amichevoli           |                              | 8  | 5  | 1 | 2 | 62,50 | 18 | 11 | +7  |
| Totale Italia U-21 | Totale Italia U-21 | Totale Italia U-21   | Totale Italia U-21           | 34 | 21 | 7 | 6 | 61,76 | 73 | 31 | +42 |

#### Panchine da commissario tecnico della nazionale italiana Under-21
| Cronologia completa delle presenze e delle reti in nazionale ― Italia under 21 | Cronologia completa delle presenze e delle reti in nazionale ― Italia under 21 | Cronologia completa delle presenze e delle reti in nazionale ― Italia under 21 | Cronologia completa delle presenze e delle reti in nazionale ― Italia under 21 | Cronologia completa delle presenze e delle reti in nazionale ― Italia under 21 | Cronologia completa delle presenze e delle reti in nazionale ― Italia under 21 | Cronologia completa delle presenze e delle reti in nazionale ― Italia under 21               | Cronologia completa delle presenze e delle reti in nazionale ― Italia under 21 |
| Data                                                                           | Città                                                                          | In casa                                                                        | Risultato                                                                      | Ospiti                                                                         | Competizione                                                                   | Reti                                                                                         | Note                                                                           |
| ------------------------------------------------------------------------------ | ------------------------------------------------------------------------------ | ------------------------------------------------------------------------------ | ------------------------------------------------------------------------------ | ------------------------------------------------------------------------------ | ------------------------------------------------------------------------------ | -------------------------------------------------------------------------------------------- | ------------------------------------------------------------------------------ |
| 6-9-2019                                                                       | Catania                                                                        | Italia under 21                                                                | 4 – 0                                                                          | Moldavia under 21                                                              | Amichevole                                                                     | Gianluca Scamacca 2 Davide Frattesi Marco Tumminello                                         | Cap: A. Pinamonti                                                              |
| 10-9-2019                                                                      | Castel di Sangro                                                               | Italia under 21                                                                | 5 – 0                                                                          | Lussemburgo under 21                                                           | Qual. Europeo Under-21 2021                                                    | Manuel Locatelli (rig.) Moise Kean (rig.) Marco Tumminello Riccardo Sottil Gianluca Scamacca | Cap: M. Locatelli                                                              |
| 10-10-2019                                                                     | Dublino                                                                        | Irlanda under 21                                                               | 0 – 0                                                                          | Italia under 21                                                                | Qual. Europeo Under-21 2021                                                    | -                                                                                            | Cap: M. Locatelli                                                              |
| 14-10-2019                                                                     | Erevan                                                                         | Armenia under 21                                                               | 0 – 1                                                                          | Italia under 21                                                                | Qual. Europeo Under-21 2021                                                    | Gianluca Scamacca                                                                            | Cap: M. Locatelli                                                              |
| 16-11-2019                                                                     | Ferrara                                                                        | Italia under 21                                                                | 3 – 0                                                                          | Islanda under 21                                                               | Qual. Europeo Under-21 2021                                                    | 2 Patrick Cutrone Riccardo Sottil                                                            | Cap: M. Locatelli                                                              |
| 19-11-2019                                                                     | Catania                                                                        | Italia under 21                                                                | 6 – 0                                                                          | Armenia under 21                                                               | Qual. Europeo Under-21 2021                                                    | 2 Moise Kean Andrea Pinamonti Niccolò Zanellato Gianluca Scamacca Enrico Delprato            | Cap: M. Locatelli                                                              |
| 3-9-2020                                                                       | Lignano Sabbiadoro                                                             | Italia under 21                                                                | 2 – 1                                                                          | Slovenia under 21                                                              | Amichevole                                                                     | Andrea Colpani Filippo Melegoni                                                              | Cap: F. Melegoni                                                               |
| 8-9-2020                                                                       | Kalmar                                                                         | Svezia under 21                                                                | 3 – 0                                                                          | Italia under 21                                                                | Qual. Europeo Under-21 2021                                                    | -                                                                                            | Cap: P. Cutrone                                                                |
| 12-11-2020                                                                     | Reykjavík                                                                      | Islanda under 21                                                               | 1 – 2                                                                          | Italia under 21                                                                | Qual. Europeo Under-21 2021                                                    | 2 Tommaso Pobega                                                                             | Cap: M. Gabbia                                                                 |
| 15-11-2020                                                                     | Differdange                                                                    | Lussemburgo under 21                                                           | 0 – 4                                                                          | Italia under 21                                                                | Qual. Europeo Under-21 2021                                                    | 2 Gianluca Scamacca Andrea Pinamonti Riccardo Marchizza                                      | Cap: M. Gabbia                                                                 |
| 18-11-2020                                                                     | Pisa                                                                           | Italia under 21                                                                | 4 – 1                                                                          | Svezia under 21                                                                | Qual. Europeo Under-21 2021                                                    | 2 Giacomo Raspadori Youssef Maleh Gianluca Scamacca                                          | Cap: F. Melegoni                                                               |
| 24-3-2021                                                                      | Celje                                                                          | Rep. Ceca under 21                                                             | 1 – 1                                                                          | Italia under 21                                                                | Europeo Under-21 2021 - 1º turno                                               | Gianluca Scamacca                                                                            | Cap: P. Cutrone                                                                |
| 27-3-2021                                                                      | Maribor                                                                        | Spagna under 21                                                                | 0 – 0                                                                          | Italia under 21                                                                | Europeo Under-21 2021 - 1º turno                                               | -                                                                                            | Cap: P. Cutrone                                                                |
| 30-3-2021                                                                      | Maribor                                                                        | Italia under 21                                                                | 4 – 0                                                                          | Slovenia under 21                                                              | Europeo Under-21 2021 - 1º turno                                               | Giulio Maggiore Giacomo Raspadori 2 Patrick Cutrone (1 rig.)                                 | Cap: P. Cutrone                                                                |
| 31-5-2021                                                                      | Lubiana                                                                        | Portogallo under 21                                                            | 5 – 3 dts                                                                      | Italia under 21                                                                | Europeo Under-21 2021 - Quarti di finale                                       | Tommaso Pobega Gianluca Scamacca Patrick Cutrone                                             | Cap: E. Delprato                                                               |
| 3-9-2021                                                                       | Empoli                                                                         | Italia under 21                                                                | 3 – 0                                                                          | Lussemburgo under 21                                                           | Qual. Europeo Under-21 2023                                                    | Lorenzo Pirola autorete Matteo Cancellieri                                                   | Cap: S. Tonali                                                                 |
| 7-9-2021                                                                       | Vicenza                                                                        | Italia under 21                                                                | 1 – 0                                                                          | Montenegro under 21                                                            | Qual. Europeo Under-21 2023                                                    | Lorenzo Colombo                                                                              | Cap: S. Tonali                                                                 |
| 8-10-2021                                                                      | Zenica                                                                         | Bosnia ed Erzegovina under 21                                                  | 1 – 2                                                                          | Italia under 21                                                                | Qual. Europeo Under-21 2023                                                    | Caleb Okoli Emanuel Vignato                                                                  | Cap: S. Tonali                                                                 |
| 12-10-2021                                                                     | Monza                                                                          | Italia under 21                                                                | 1 – 1                                                                          | Svezia under 21                                                                | Qual. Europeo Under-21 2023                                                    | Lorenzo Lucca                                                                                | Cap: S. Tonali                                                                 |
| 12-11-2021                                                                     | Dublino                                                                        | Irlanda under 21                                                               | 0 – 2                                                                          | Italia under 21                                                                | Qual. Europeo Under-21 2023                                                    | Lorenzo Lucca Matteo Cancellieri                                                             | Cap: M. Carnesecchi                                                            |
| 16-11-2021                                                                     | Frosinone                                                                      | Italia under 21                                                                | 4 – 2                                                                          | Romania under 21                                                               | Amichevole                                                                     | Samuele Mulattieri 3 Simone Canestrelli                                                      | Cap: S. Ricci                                                                  |
| 25-3-2022                                                                      | Podgorica                                                                      | Montenegro under 21                                                            | 1 – 1                                                                          | Italia under 21                                                                | Qual. Europeo Under-21 2023                                                    | Samuele Ricci                                                                                | Cap: M. Carnesecchi                                                            |
| 29-3-2022                                                                      | Trieste                                                                        | Italia under 21                                                                | 1 – 0                                                                          | Bosnia ed Erzegovina under 21                                                  | Qual. Europeo Under-21 2023                                                    | Nicolò Rovella                                                                               | Cap: M. Carnesecchi                                                            |
| 6-6-2022                                                                       | Differdange                                                                    | Lussemburgo under 21                                                           | 0 – 3                                                                          | Italia under 21                                                                | Qual. Europeo Under-21 2023                                                    | Emanuel Vignato Pietro Pellegri Gianluca Gaetano                                             | Cap: M. Carnesecchi                                                            |
| 9-6-2022                                                                       | Helsingborg                                                                    | Svezia under 21                                                                | 1 – 1                                                                          | Italia under 21                                                                | Qual. Europeo Under-21 2023                                                    | Nicolò Rovella (rig.)                                                                        | Cap: S. Ricci                                                                  |
| 14-6-2022                                                                      | Ascoli Piceno                                                                  | Italia under 21                                                                | 4 – 1                                                                          | Irlanda under 21                                                               | Qual. Europeo Under-21 2023                                                    | Nicolò Rovella (rig.) Nicolò Cambiaghi Pietro Pellegri Giacomo Quagliata                     | Cap: S. Ricci                                                                  |
| 22-9-2022                                                                      | Pescara                                                                        | Italia under 21                                                                | 0 – 2                                                                          | Inghilterra under 21                                                           | Amichevole                                                                     | -                                                                                            | Cap: N. Rovella                                                                |
| 26-9-2022                                                                      | Castel di Sangro                                                               | Italia under 21                                                                | 1 – 1                                                                          | Giappone under 21                                                              | Amichevole                                                                     | Lorenzo Colombo                                                                              | Cap: N. Rovella                                                                |
| 19-11-2022                                                                     | Ancona                                                                         | Italia under 21                                                                | 2 – 4                                                                          | Germania under 21                                                              | Amichevole                                                                     | 2 Matteo Cancellieri                                                                         | Cap: M. Carnesecchi                                                            |
| 24-3-2023                                                                      | Bačka Topola                                                                   | Serbia under 21                                                                | 0 – 2                                                                          | Italia under 21                                                                | Amichevole                                                                     | 2 Samuele Mulattieri                                                                         | Cap: S. Esposito                                                               |
| 27-3-2023                                                                      | Reggio Calabria                                                                | Italia under 21                                                                | 3 – 1                                                                          | Ucraina under 21                                                               | Amichevole                                                                     | Matteo Lovato 2 Lorenzo Colombo                                                              | Cap: S. Ricci                                                                  |
| 22-6-2023                                                                      | Cluj-Napoca                                                                    | Francia under 21                                                               | 2 – 1                                                                          | Italia under 21                                                                | Europeo Under-21 2023 - 1º turno                                               | Pietro Pellegri                                                                              | Cap: S. Tonali                                                                 |
| 25-6-2023                                                                      | Cluj-Napoca                                                                    | Svizzera under 21                                                              | 2 – 3                                                                          | Italia under 21                                                                | Europeo Under-21 2023 - 1º turno                                               | Lorenzo Pirola Wilfried Gnonto Fabiano Parisi                                                | Cap: S. Tonali                                                                 |
| 28-6-2023                                                                      | Cluj-Napoca                                                                    | Italia under 21                                                                | 0 – 1                                                                          | Norvegia under 21                                                              | Europeo Under-21 2023 - 1º turno                                               | -                                                                                            | Cap: S. Tonali                                                                 |
| Totale                                                                         |                                                                                | Presenze                                                                       | 34                                                                             |                                                                                | Reti                                                                           | 73                                                                                           |                                                                                |

#### Nazionale lettone nel dettaglio
| giu. 2024       | Lettonia        | Coppa del Baltico 2024        | 3°                                                   | 2  | 1 | 0 | 1 | 50,00 | 1 | 2  | -1  |
| 2024            | Lettonia        | UEFA Nations League 2024-2025 | 4° nel Gruppo 4 della Lega C, retrocesso alla Lega D | 6  | 1 | 1 | 4 | 16,67 | 4 | 11 | -7  |
| 2025            | Lettonia        | Qual. Mondiali 2026           |                                                      | 2  | 1 | 0 | 1 | 50,00 | 1 | 3  | -2  |
| Dal 2024        | Lettonia        | Amichevoli                    |                                                      | 2  | 0 | 2 | 0 | &0,00 | 2 | 2  | 0   |
| Totale Lettonia | Totale Lettonia | Totale Lettonia               | Totale Lettonia                                      | 12 | 3 | 3 | 6 | 25,00 | 8 | 18 | -10 |

#### Panchine da commissario tecnico della nazionale lettone
| Cronologia completa delle presenze e delle reti in nazionale ― Lettonia | Cronologia completa delle presenze e delle reti in nazionale ― Lettonia | Cronologia completa delle presenze e delle reti in nazionale ― Lettonia | Cronologia completa delle presenze e delle reti in nazionale ― Lettonia | Cronologia completa delle presenze e delle reti in nazionale ― Lettonia | Cronologia completa delle presenze e delle reti in nazionale ― Lettonia | Cronologia completa delle presenze e delle reti in nazionale ― Lettonia | Cronologia completa delle presenze e delle reti in nazionale ― Lettonia |
| Data                                                                    | Città                                                                   | In casa                                                                 | Risultato                                                               | Ospiti                                                                  | Competizione                                                            | Reti                                                                    | Note                                                                    |
| ----------------------------------------------------------------------- | ----------------------------------------------------------------------- | ----------------------------------------------------------------------- | ----------------------------------------------------------------------- | ----------------------------------------------------------------------- | ----------------------------------------------------------------------- | ----------------------------------------------------------------------- | ----------------------------------------------------------------------- |
| 21-3-2024                                                               | Limassol                                                                | Cipro                                                                   | 1 – 1                                                                   | Lettonia                                                                | Amichevole                                                              | Andrejs Cigaņiks                                                        | Cap: J. Ikaunieks                                                       |
| 26-3-2024                                                               | Larnaca                                                                 | Lettonia                                                                | 1 – 1                                                                   | Liechtenstein                                                           | Amichevole                                                              | Raimonds Krollis                                                        | Cap: P. Steinbors                                                       |
| 8-6-2024                                                                | Liepaja                                                                 | Lettonia                                                                | 0 – 2                                                                   | Lituania                                                                | Coppa del Baltico 2024                                                  | -                                                                       | Cap: K. Tobers                                                          |
| 11-6-2024                                                               | Riga                                                                    | Lettonia                                                                | 1 – 0                                                                   | Fær Øer                                                                 | Coppa del Baltico 2024                                                  | Andrejs Cigaņiks                                                        | Cap: K. Tobers                                                          |
| 7-9-2024                                                                | Erevan                                                                  | Armenia                                                                 | 4 – 1                                                                   | Lettonia                                                                | UEFA Nations League 2024-2025 - Lega C                                  | autorete                                                                | Cap: K. Tobers                                                          |
| 10-9-2024                                                               | Riga                                                                    | Lettonia                                                                | 1 – 0                                                                   | Fær Øer                                                                 | UEFA Nations League 2024-2025 - Lega C                                  | Renārs Varslavāns                                                       | Cap: K. Tobers                                                          |
| 10-10-2024                                                              | Riga                                                                    | Lettonia                                                                | 0 – 3                                                                   | Macedonia del Nord                                                      | UEFA Nations League 2024-2025 - Lega C                                  | -                                                                       | Cap: K. Tobers                                                          |
| 13-10-2024                                                              | Tórshavn                                                                | Fær Øer                                                                 | 1 – 1                                                                   | Lettonia                                                                | UEFA Nations League 2024-2025 - Lega C                                  | Dario Šits                                                              | Cap: K. Tobers                                                          |
| 14-11-2024                                                              | Skopje                                                                  | Macedonia del Nord                                                      | 1 – 0                                                                   | Lettonia                                                                | UEFA Nations League 2024-2025 - Lega C                                  | -                                                                       | Cap: K. Tobers                                                          |
| 17-11-2024                                                              | Riga                                                                    | Lettonia                                                                | 1 – 2                                                                   | Armenia                                                                 | UEFA Nations League 2024-2025 - Lega C                                  | Roberts Uldriķis                                                        | Cap: K. Tobers                                                          |
| 21-3-2025                                                               | Andorra la Vella                                                        | Andorra                                                                 | 0 – 1                                                                   | Lettonia                                                                | Qual. Mondiali 2026                                                     | Dario Šits                                                              | Cap: A. Černomordijs                                                    |
| 24-3-2025                                                               | Londra                                                                  | Inghilterra                                                             | 3 – 0                                                                   | Lettonia                                                                | Qual. Mondiali 2026                                                     | -                                                                       | Cap: A. Černomordijs                                                    |
| Totale                                                                  |                                                                         | Presenze                                                                | 12                                                                      |                                                                         | Reti                                                                    | 8                                                                       |                                                                         |

## Palmarès

### Allenatore

#### Competizioni giovanili
- Campionato Primavera: 1

Chievo: 2013-2014